# Leptothorax racovitzai
Leptothorax racovitzai är en myrart som beskrevs av Jean Bondroit 1918. Leptothorax racovitzai ingår i släktet smalmyror, och familjen myror. Inga underarter finns listade i Catalogue of Life.